# Jenny Topping
Jenny Topping, född den 30 maj 1980 i Whittier, Kalifornien, är en amerikansk softbollspelare.
Hon tog OS-guld i samband med de olympiska softboll-turneringarna 2004 i Aten.